# Jazmine Jones
Jazmine Jones (ur. 15 października 1996 w Tallahassee) – amerykańska koszykarka występująca na pozycjach rozgrywającej lub rzucającej, obecnie zawodniczka Connecticut Sun w WNBA.
W 2016 została wybrana najlepszą zawodniczką stanu Floryda (Florida Gatorade Player of the Year). W 2015 i 2016 doprowadziła swoją szkolną drużynę do mistrzostwa stanu Floryda klasy 2A. Była też wukrotnie wybierana zawodniczką roku – All-Big Bend Player of the Year i Florida Dairy Farmers Class 2A Player of the Year.
15 czerwca 2022 została zawodniczką Connecticut Sun.

## Osiągnięcia
Stan na 24 czerwca 2023, na podstawie, o ile nie zaznaczono inaczej.

### NCAA
- Uczestniczka rozgrywek:
  - NCAA Final Four (2018)
  - Elite 8 turnieju NCAA (2018, 2019)
  - Sweet 16 turnieju NCAA (2017–2019)
- Mistrzyni:
  - turnieju konferencji Atlantic Coast (ACC – 2018)
  - sezonu regularnego ACC (2018–2020)
- Zaliczona do:
  - I składu:
    - ACC (2020)
    - defensywnego ACC (2020)
    - All-ACC Academic (2018, 2020)
    - turnieju ACC (2018, 2020)

  - składu honorable mention All-American (2020 przez WBCA)

### WNBA
- Zaliczona do I składu debiutantek WNBA (2020)

### Indywidualne
(* – nagrody i wyróżnienia przyznane przez portal eurobasket.com)
- Zaliczona do składu honorable mention ligi izraelskiej (2023)*[4]